# Der Pflug
Der Pflug: Zeitschrift des jungen Landvolks war die erste Zeitschrift der Katholischen Landjugend in Bayern. Begründet wurde sie von dem bayerischen Landesjugendseelsorger Emmeran Scharl. Sie erschien von 1948 bis 1972.
Die Redaktion und Druckerei der Zeitschrift befand sich anfänglich im Rückgebäude des Hauses Widenmayerstraße 2 in München, ehe sie 1956 in die Kriemhildenstraße umzog.
Mit der Ausgabe 24.1972 wurde die Zeitschrift eingestellt und durch die Junge Zeit abgelöst.